# Martina Lechner
Martina Lechner (14 luglio 1978) è un'ex sciatrice alpina austriaca.

## Biografia

### Carriera sciistica
Originaria di Thiersee e attiva in gare FIS dal dicembre del 1994, la Lechner esordì in Coppa Europa il 17 gennaio 1995 a Innerkrems in discesa libera (37ª). Ai Mondiali juniores di Schladming 1997 vinse la medaglia d'argento nella combinata; l'anno dopo conquistò la prima vittoria in Coppa Europa (nonché primo podio), il 2 febbraio a Pra Loup in discesa libera, e ai Mondiali juniores del Monte Bianco vinse la medaglia d'oro sia nella discesa libera sia nel supergigante.
Esordì in Coppa del Mondo il 15 gennaio 2000 ad Altenmarkt-Zauchensee in discesa libera (32ª); nel 2003 conquistò l'ultima vittoria in Coppa Europa, il 21 febbraio 2003 a Tarvisio in supergigante, e ottenne il miglior piazzamento in Coppa del Mondo, il 7 dicembre a Lake Louise in supergigante (6ª). Colse l'ultimo podio in Coppa Europa il 5 gennaio 2004 a Tignes in supergigante (2ª) e prese per l'ultima volta il via in Coppa del Mondo il 25 febbraio 2005 a San Sicario in supergigante (22ª); si ritirò al termine di quella stessa stagione 2004-2005 e la sua ultima gara fu il supergigante dei Campionati austriaci 2005, disputato il 14 aprile a Sankt Leonhard im Pitztal e chiuso dalla Lechner al 9º posto. In carriera non prese parte a rassegne olimpiche o iridate.

### Altre attività
Dopo il ritiro è divenuta commentatrice sportiva per la rete televisiva Eurosport.

## Palmarès

### Mondiali juniores
- 3 medaglie:
  - 2 ori (discesa libera, supergigante a Monte Bianco 1998)
  - 1 argento (combinata a Schladming 1997)

### Coppa del Mondo
- Miglior piazzamento in classifica generale: 57ª nel 2004

### Coppa Europa
- Miglior piazzamento in classifica generale: 2ª nel 2000
- Vincitrice della classifica di supergigante nel 2003
- 13 podi:
  - 3 vittorie
  - 5 secondi posti
  - 5 terzi posti

#### Coppa Europa - vittorie
| Data             | Località | Paese   | Specialità |
| ---------------- | -------- | ------- | ---------- |
| 2 febbraio 1998  | Pra Loup | Francia | DH         |
| 10 febbraio 2000 | Abetone  | Italia  | GS         |
| 21 febbraio 2003 | Tarvisio | Italia  | SG         |

Legenda:

DH = discesa libera

SG = supergigante

GS = slalom gigante

### Campionati austriaci
- 2 medaglie:
  - 1 oro (slalom gigante nel 2002)
  - 1 argento (supergigante nel 2002)